# Ontmoeting in Gibraltar
Ontmoeting in Gibraltar is een spionageroman van auteur Gérard de Villiers en is het 88e deel uit de S.A.S.-reeks met als protagonist de Oostenrijkse prins en freelance CIA-agent Malko Linge.

## Het verhaal
In New York wordt een DEA-informant vermoord. Hij had de opdracht om de drugscrimineel Donald Mills te schaduwen.
In Gibraltar, in het uiterste zuiden van Spanje aan de Straat van Gibraltar en overzees gebiedsdeel van Verenigd Koninkrijk vinden enige vreemde gebeurtenissen plaats. Een ongekend grote hoeveelheid heroïne wordt gesmokkeld tussen Marokko, de Spaanse eilandengroep de Balearen en het Spaanse vasteland om uiteindelijk naar Rotterdam te worden gemokkeld. De drugs zijn afkomstig uit India en opgekocht door de Tamiltijgers die met de opbrengsten wapens willen aanschaffen voor de vrijheidsstrijd van een onafhankelijk Sri Lanka.
Raj Krichna is in Wenen om namens de Tamils over de wapenaankopen te onderhandelen. Malko wordt gevraagd door de CIA een oogje in het zeil te houden. Het spoor leidt naar Gibraltar en Malko vertrekt samen met Alexandra naar Gibraltar voor een korte vakantie.
Malko legt daar contact met de Amerikaan Tony Pool, een grote drugssmokkelaar en meedogenloze moordenaar. Deze heeft een oogje op Alexandra en kan het niet nalaten haar het hof te maken en zorgt voor rivaliteit tussen Pool en Malko. Maar later voor Malko uiterst gunstig zal uitpakken.

## Personages
- Malko Linge, Oostenrijkse prins en CIA-agent;
- Alexandra Vogel, Malko's eeuwige verloofde;
- Dennis Wells, informant van de DEA;

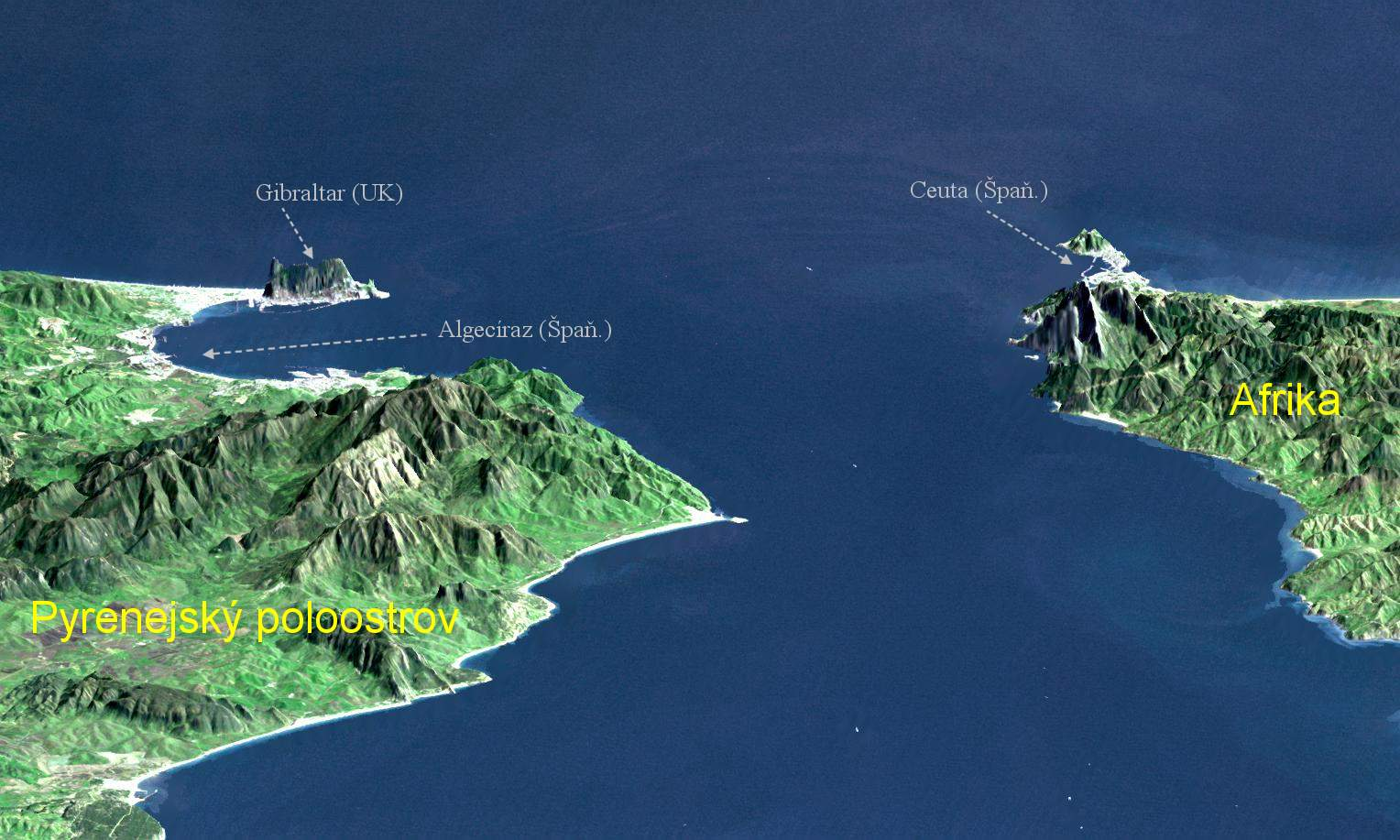
De ligging van Gibraltar t.o.v. de Noord-Afrikaanse kust en het vasteland van Spanje.

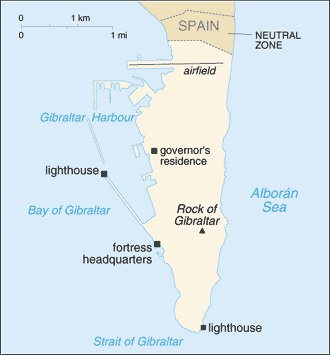
Overzichtskaart van Gibraltar.

- Tony Pool, drugssmokkelaar;
- Raj Krichna, wapenhandelaar.